# Toni Vastić
Toni Vastić (Vienna, 17 gennaio 1993) è un calciatore austriaco, attaccante del Gablitz.

## Biografia
È figlio d'Ivica e fratello di Tin Vastić, anch'essi calciatori.